# San José Ojo de Agua
 San José Ojo de Agua es un poblado que está situado en el municipio de San Juan Tamazola. San José Ojo de Agua está a 2002 metros de altitud.

## Geografía
Está ubicada a 17°07'11" latitud norte y 97°13'16" longitud oeste.

## Población
Según el censo de población de INEGI del 2010: la comunidad cuenta con una población total de 63 habitantes, de los cuales 29 son mujeres y 34 son hombres. Del total de la población 29 personas hablan el mixteco, divididos en 14 hombres y 15 mujeres.
Actualmente se cuenta con un total de 56 habitantes en la comunidad y un aproximado de 80 a 100 radicados en diferentes estados de la república mexicana y unión americana.

## Ocupación
El total de la población económicamente activa es de 16 habitantes, de los cuales 16 son hombres y 0 son mujeres.